# Дінні Пейлс
Дінні Пейлс (англ. Dinny Pails; 4 березня 1921 — 22 листопада 1986) — колишній австралійський тенісист.
Найвищу одиночну позицію світового рейтингу — 6 місце досяг 1947 року (за даними Джона Олліффа).
Здобув 18 одиночних титулів.
Перемагав на турнірах Великого шолома в одиночному розряді.
Завершив кар'єру 1969 року.

## Фінали турнірів Великого шолома

### Одиночний розряд (1–1)
| Результат | Рік  | Турнір              | Покриття | Суперник     | Рахунок                 |
| --------- | ---- | ------------------- | -------- | ------------ | ----------------------- |
| Поразка   | 1946 | Чемпіонат Австралії | Трава    | Джон Бромвіч | 7–5, 3–6, 5–7, 6–3, 2–6 |
| Перемога  | 1947 | Чемпіонат Австралії | Трава    | Джон Бромвіч | 4–6, 6–4, 3–6, 7–5, 8–6 |

### Парний розряд (1 поразка)
| Результат | Рік  | Турнір               | Покриття | Партнер     | Суперники              | Рахунок       |
| --------- | ---- | -------------------- | -------- | ----------- | ---------------------- | ------------- |
| Поразка   | 1946 | Вімблдонський турнір | Трава    | Джефф Браун | Том Браун Джек Креймер | 4–6, 4–6, 2–6 |